# Bathytricha monticola
Bathytricha monticola là một loài bướm đêm trong họ Noctuidae.